# Маруока (княжество)
Княжество Маруока (яп. 丸岡藩 Маруока-хан) — феодальное княжество (хан) в Японии периода Эдо (1613—1871). Маруока-хан располагался в провинции Этидзэн региона Хокурикудо (современная префектура Фукуи) на острове Хонсю.

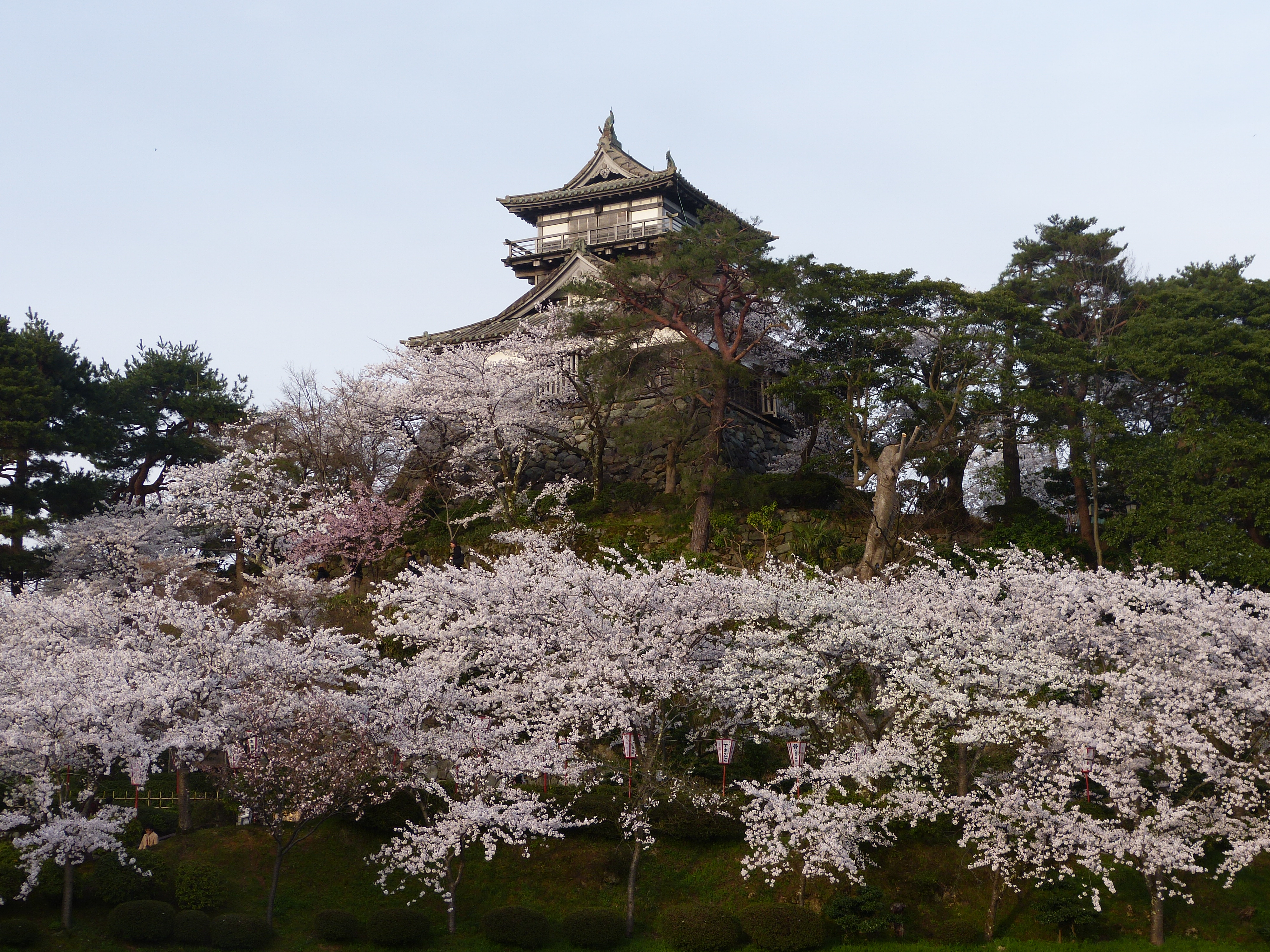
Замок Маруока в провинции Этидзэн, резиденция одноимённого княжества

Административный центр княжества: Замок Маруока на востоке провинции Этидзэн (современный город Маруока, район Сакаи, префектура Фукуи). На протяжении всего существования ханом управляли кланы Хонда (1613—1695) и Арима (1695—1871).

## История

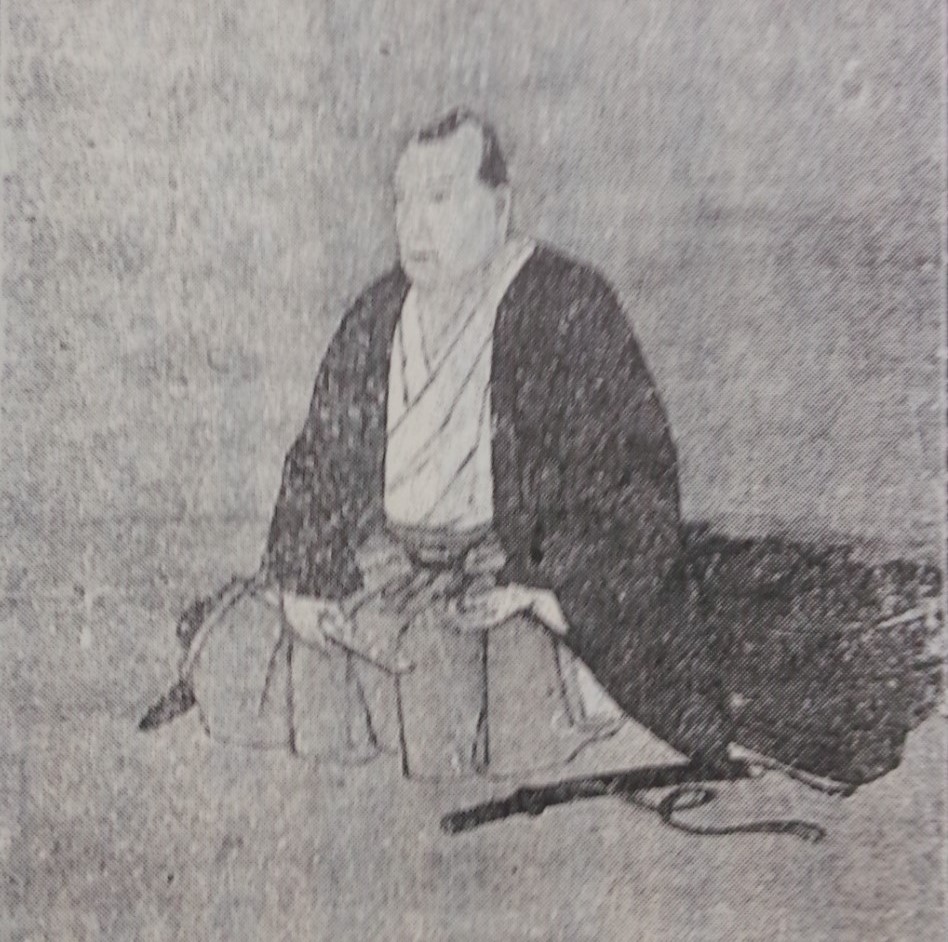
Арима Сигэтзуми (1769—1836), 5-й даймё Маруока-хана (1772—1830)

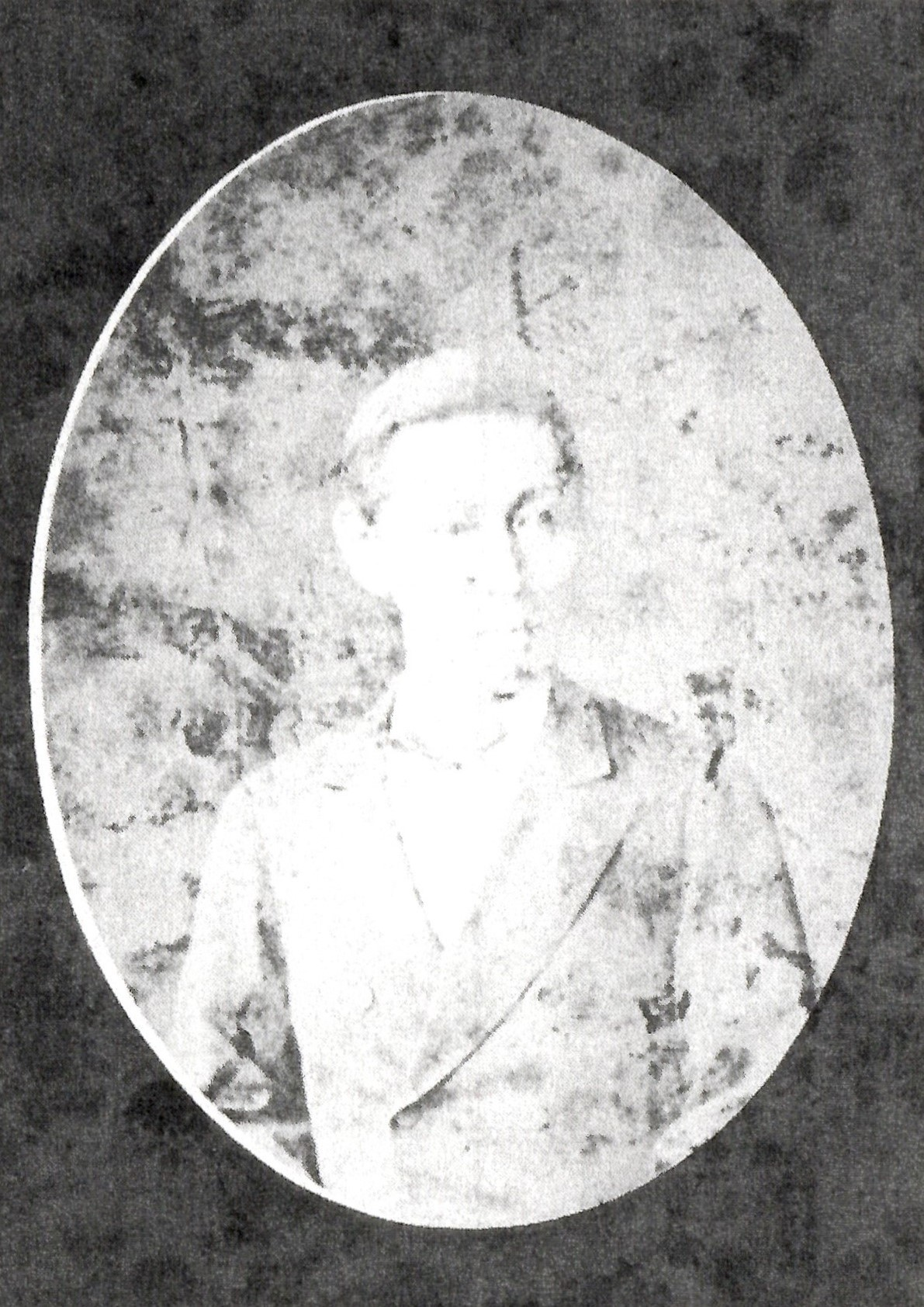
Арима Митидзуми (1837—1903), 8-й и последний даймё Маруока-хана (1855—1871)

В эпоху Сенгоку район вокруг Маруоки контролировался Сибатой Кацутоё (1557—1583), приёмным сыном Сибаты Кацуиэ (1522—1583), одного из ведущих генералов Оды Нобунаги. После того, как Сибата Кацутоё умер от болезни во время битвы при Сидзугатакэ в 1583 году, этот район был передан клану Аояма. Однако клан Аояма перешёл на сторону западной армии под командованием Исиды Мицунари во время битвы при Сэкигахаре и, таким образом, был лишён власти победоносным Иэясу Токугава. Иэясу передал во владение провинцию Этидзэн своему сыну Юки Хидэясу (1574—1607), который в свою очередь создал феод (26 000 коку) с центром в Маруоке для своего вассала, Имамуры Морицугу. В 1612 году сёгунат Токугава повысил кокудаку Маруоки до 40 000 коку и передал княжество Хонде Нарисигэ (1571—1647), сыну Хонды Сигэцугу (1529—1596), одного из ведущих генералов Токугава Иэясу. Это ознаменовало началом создания Маруока-хана. Благодаря усилиям Хонды Нарисигэ при осаде Осаки в 1614 году, его кокудака была поднята до 46 300 коку, и он был сделан полностью независимым от княжества Фукуи. Его сын и внук завершили строительство замка Маруока и окружающего его дзокамати. Впрочем, его правнук, Хонда Сигэмасу (1663—1733) был алкоголиком и некомпетентным, и был лишён власти сёгунатом в 1695 году.
Клан Хонда заменил клан Арима. В 1695 году Арима Киёдзуми, потомок даймё Арима Харунобу (1567—1612), был переведён из Итоигава-хана в Маруока-хан. Его сын, Арима Кадзунори, сумел добиться изменения статуса клана с тодзама-даймё на фудай-даймё в 1711 году. 5-й даймё Маруока-хана, Арима Сигэцуми, служил в должности вакадосиёри, а 8-й (и последний) даймё Маруока-хана, Арима Митидзуми, дослужился до поста родзю. Клан Арима продолжал управлять Маруока-ханом до отмены системе хан в июле 1871 года.

## Списокдаймё
| #                                                 | Имя                            | Годы правления | Титул                     | Придворные ранги                           | Кокудака              |
| ------------------------------------------------- | ------------------------------ | -------------- | ------------------------- | ------------------------------------------ | --------------------- |
| Род Хонда (фудай-даймё) 1613—1695                 |                                |                |                           |                                            |                       |
| 1                                                 | Хонда Нарисигэ (яп. 本多成重)  | 1613-1646      | Хида-но-ками (飛騨守)     | Младший 5-й ранг, младший класс (従五位下) | 40,000 -> 46,300 коку |
| 2                                                 | Хонда Сигэёси (яп. 本多重能)   | 1646-1651      | Ава-но-ками (淡路守)      | Младший 5-й ранг, младший класс (従五位下) | 46,300 коку           |
| 3                                                 | Хонда Сигэаки (яп. 本多重昭)   | 1652-1676      | Хида-но-ками (飛騨守)     | Младший 5-й ранг, младший класс (従五位下) | 46,300 коку           |
| 4                                                 | Хонда Сигэмасу (яп. 本多重益)  | 1676-1695      | Хида-но-ками (飛騨守)     | Младший 5-й ранг, младший класс (従五位下) | 46,300 коку           |
| Род Арима (тодзама-даймё ->фудай-даймё) 1695—1871 |                                |                |                           |                                            |                       |
| 1                                                 | Арима Киёдзуми (яп. 有馬清純)  | 1695-1702      | Суо-но-ками (周防守)      | Младший 5-й ранг, младший класс (従五位下) | 50,000 коку           |
| 2                                                 | Арима Киёнори (яп. 有馬一準()  | 1703-1733      | Саэмон-но-сукэ (左衛門佐) | Младший 5-й ранг, младший класс (従五位下) | 50,000 коку           |
| 3                                                 | Арма Такадзуми (яп. 有馬孝純)  | 1733-1757      | Хюга-но-ками (日向守)     | Младший 5-й ранг, младший класс (従五位下) | 50,000 коку           |
| 4                                                 | Арима Масадзуми (яп. 有馬允純) | 1757-1772      | Саэмон-но-сукэ (左衛門佐) | Младший 5-й ранг, младший класс (従五位下) | 50,000 коку           |
| 5                                                 | Арима Сигэдзуми (яп. 有馬誉純) | 1772-1830      | Саэмон-но-сукэ (左衛門佐) | Младший 5-й ранг, младший класс (従五位下) | 50,000 коку           |
| 6                                                 | Арима Моридзуми (яп. 有馬徳純) | 1830-1837      | Саэмон-но-сукэ (左衛門佐) | Младший 5-й ранг, младший класс (従五位下) | 50,000 коку           |
| 7                                                 | Арима Харудзуми (яп. 有馬温純) | 1838-1855      | Хюга-но-ками (日向守)     | Младший 5-й ранг, младший класс (従五位下) | 50,000 коку           |
| 8                                                 | Арима Митидзуми (яп. 有馬道純) | 1855-1871      | Саэмон-но-сукэ (左衛門佐) | Младший 5-й ранг, младший класс (従五位下) | 50,000 коку           |

- Арима Киёдзуми (有馬清純, 14 февраля 1644 — 26 января 1703) — 1-й даймё Маруока-хана (1695—1703). Старший сын Аримы Ясудзуми (1613—1692), 2-го даймё Нобэока-хана (1641—1679). Его женой была дочерью Окабэ Юкитаки из Кисивада-хана. В 1679 году, после отставки своего отца, он стал даймё Нобэока-хана в 1679 году. В 1690 году его княжество пострадало от крупномасштабного крестьянского восстания, которое он с трудом подавил, и он был понижен в должности в 1692 году, когда его перевели в Итоигава-хан в провинции Этиго, его кокудака была равна 50 000 коку. В 1695 году он был переведён из Итоигавы в Маруоку, снова с теми же 50 000 коку, но за ним был восстановлен его статус правителя замка. Он умер в 1703 году в возрасте 58 лет.

- Арима Кадзунори (有馬一準, 13 января 1698 — 2 октября 1757) — 2-й даймё Маруока-хана (1703—1733). Он родился в замке Маруока, старший сын Аримы Киёдзуми, он стал даймё в 1703 году после смерти своего отца. Его детское имя было Дайкити (大吉), и его имя как даймё первоначально было Арима Масадзуми (真純), который он позже изменил на Симихиса (純寿), а затем на Хисадзуми (寿純). Он взял фамилию Кадзунори только после своей отставки. Его титул учтивости — Саэмон-но-сукэ, а придворный ранг — младший пятый ранг. Его женой была приёмной дочерью Акимото Такатомо из Кавагоэ-хана. В 1711 году ему удалось изменить статус клана Арима с тодзама на фудай-даймё. Однако во время его пребывания в должности княжество сильно пострадало от неурожаев 1706, 1721 и 1723 годов, что привело к крупномасштабному крестьянскому восстанию в 1724 году. Его усилия по реформированию финансов домена путём выпуска серебряных сертификатов и увеличения займов имели лишь неоднозначные результаты. В 1733 году он ушёл в отставку в пользу своего сына. Он умер в 1757 году в возрасте 59 лет.

- Арима Такадзуми (有馬孝純, 18 января 1718 — 27 марта 1757) — 3-й даймё Маруока-хана (1733—1757). Он родился в замке Маруока, старший сын Аримы Кадзунори. Он стал даймё в 1733 году после отставки своего отца. Его титул учтивости — Хюга-но-ками, а придворный ранг — младший пятый ранг. Его женой была приёмная дочь Инабы Масатомо из Ёдо-хана. Он продолжил политику восстановления экономики своего отца, чему в значительной степени способствовало открытие медного рудника в его владениях в 1735 году. Он умер за несколько месяцев до своего отца в замке Маруока.

- Арима Масадзуми (有馬允純, 24 апреля 1747 — 28 сентября 1772) — 4-й даймё Маруока-хана (1757—1772). Он родился в резиденции клана в Эдо, восьмой сын Аримы Такадзуми и стал наследником, поскольку все его старшие братья были рождены наложницами. Он стал даймё в 1757 году после смерти своего отца. Его титул учтивости — Саэмон-но-сукэ, а придворный ранг — младший пятый ранг. Его жена была внучкой Мацудары Садасато из Имабара-хана. Он попытался провести земельную реформу в своём княжестве, но умер в 1772 году в возрасте 26 лет.

- Арима Сигэдзуми (有馬誉純, 22 мая 1769 — 5 декабря 1836) — 5-й даймё Маруока-хана (1772—1830). Старший сын Аримы Масадзуми, он стал даймё в 1772 году после смерти своего отца. Его титул учтивости — Саэмон-но-сукэ, а придворный ранг — младший пятый ранг, более низкий ранг. Его жена была дочерью Инабы Масахиро из Ёдо-хана. Он был принят на официальной аудиенции сёгуном Токугава Иэхару в 1782 году. В 1778 году он пострадал от широко распространённого крестьянского восстания, на которое он ответил проведением земельной реформы и налоговой реформы, мерами начатыми его отцом. В 1791 году он был назначен на должность сосёбана, а в 1810 года стал дзися-бугё. В 1812 году он получил должность вакадосиёри. Он основал школу хан в пределах своего княжества в 1804 году. Он ушёл в отставку с поста вакадосиёри в 1819 году, сославшись на плохое здоровье, но продолжал правил как даймё до 1830 года. Скончался в 1836 году в возрасте 67 лет.

- Арима Норидзуми (有馬誉純, 8 июня 1804 — 21 октября 1837) — 6-й даймё Маруока-хана (1830—1837). Четвёртый сын Янагихары Масацу из Такада-хана, и был принят в качестве наследника Аримы Сигэдзуми в 1820 году. В том же 1820 году он был принят на официальной аудиенции сёгуном Токугава Иэнари. Он стал даймё в 1830 году после отставки своего отчима. Его титул учтивости — Саэмон-но-сукэ, а придворный ранг — младший пятый ранг, более низкий ранг. Его жена была четвёртой дочерью Аримы Сигэдзуми, 5-го даймё Маруока-хана. Он умер в 1837 году в возрасте 33 лет.

- Арима Харудзуми (有馬温純, 1829 — 9 июня 1855) — 7-й даймё Маруока-хана (1838—1855). Он был внуком Аримы Сигэдзуми и был принят в качестве наследника Аримой Норидзуми в 1836 году, став даймё годом позже после смерти Норидзуми. Он был принят на официальной аудиенции сёгуном Токугава Иэёси в 1841 году. Его титул учтивости — Хюга-но-ками, а придворный ранг — младший пятый ранг, более низкий ранг. Его жена была дочерью Аримы Норидзуми, 6-го даймё Маруока-хана. Сёгунат Токугава приказал ему построить батарею Маруяма-хана против возможных вторжений иностранных судов в 1852 году. Умер в 1855 году в возрасте 27 лет.

- Арима Митидзуми (有道道純, 8 октября 1837 — 24 мая 1903) — 8-й и последний даймё Маруока-хана (1855—1871). Третий сын Хонды Тадатики из Ямасаки-хана. Его дед, Хонда Тадаёси, был младшим сыном Аримы Такадзуми и был усыновлён кланом Хонда. Поскольку у Аримы Харудзуми были только дочери, он был принят в качестве наследника и стал даймё в 1855 году. В 1862 году он был назначен дзися-бугё и стал вакадосиёри в 1863 году. В том же 1863 году он дослужился до должности родзю. В 1868 году он заявил о своей верности новому правительству Мэйдзи и служил имперским губернатором Маруямы до отмены системы хан в июле 1871 года. Он стал виконтом (сисяку) в системе пэров — кадзоку. Он скончался в 1903 году, и его могила находится на кладбище Янака в Токио.